# Schoenoplectus litoralis
Espèce
Classification phylogénétique
Statut de conservation UICN

 LC  : Préoccupation mineure
Schoenoplectus litoralis est une espèce de plantes herbacées vivaces de la famille des Cyperaceae.
Elle croît dans les zones humides et est utilisée comme plante ornementale. Cette espèce, verte quelle que soit la saison, peut atteindre 4 mètres de hauteur.

## Synonyme
- Scirpus litoralis Schrad. (à ne pas confondre avec Scirpus littoralis Flüggé ex Rchb., un synonyme de Blysmus rufus (Huds.) Link)

## Remarque
L'orthographe validée du nom spécifique est bel et bien « litoralis » et non « littoralis ».